# Ion Diaconescu
Ion Diaconescu (Boțești, 25 agosto 1917 – Bucarest, 11 ottobre 2011) è stato un politico rumeno.
È stato Presidente della Camera dei deputati della Romania dal 1996 al 2000 e membro dal 1936 del Partito Nazionale Contadino. 
Fu Condannato a 15 anni di carcere ed imprigionato ad Aiud, Baia Sprie, Nistru e Râmnicu Sărat ed espulso dopo aver scontato la pena nel carcere a Bărăgan. 
Tornato a Bucarest ha lavorato all'interno degli incontri clandestini con i contadini.
Dopo il 1989 il Partito Nazionale Contadino Cristiano Democratico divenne in vantaggio, e lui venne eletto membro del Parlamento in tre legislature consecutive (1990-1992, 1992-1996 e 1996-2000) e nella legislatura 1996-2000 ha presieduto la carica di presidente della Camera dei deputati.
Come parlamentare, ha lavorato per la comprensione e l'eliminazione delle conseguenze causate dal regime comunista.

## Biografia

### Infanzia e gioventù
Ion Diaconescu è nato nell'estate del 1917 a Boțești, località della Muntenia, sotto l'occupazione tedesca. Visse l'infanzia a Cândești e Dâmbovița, poi fu adottato dalla sorella di suo padre e suo marito e dal suo sacerdote, da cui prese il nome Diaconescu. È tornato spesso nei suoi luoghi nativi, tra cui anche negli anni successivi, nonostante l'avanzata età. La sua famiglia con tradizione monastica, aveva all'interno di essa molti sacerdoti o monaci. Era simile a quella di Ion Mihalache, da parte di madre che aveva un cugino politico contadino. Come bambino, Diaconescu aumentò il rispetto per il partito contadino fondato da Mihalache, che conosceva bene la famiglia e nel 1936 all'età di 19 anni, ne divenne un membro. Nello stesso periodo andò a Bucarest, dove studiò presso l'Università Politecnica, nella Facoltà di elettromeccanica e dove si è laureato nel 1942. Dopo di che ha lavorato presso il Ministero dell'Economia Nazionale con funzione di revisore tecnico. Dal 1944 è stato eletto all'Ufficio Centrale dell'organizzazione giovanile del Partito Contadino.

### Prigioniero politico
Nel 1947 Diaconescu venne licenziato dal suo posto di lavoro presso il Ministero dell'Economia, a causa della sua attività politica. Dopo l'Affare Tămădău, i leader di partito furono arrestati e Diaconescu, come leader del gruppo giovanile, fu anche perseguitato. La sera del 1 dicembre 1947 venne arrestato nello studio dove viveva a Bucarest, la Securitate secondo gli ordini del governo comunista, con prestabilito mandato lo fece eseguire ad hoc. Nel 1948 è stato condannato a 15 anni di carcere e alla confisca dei beni. Inizialmente imprigionato a Jilava, Diaconescu fu successivamente trasferito a Aiud nel 1949. Venne sottoposto a un duro regime di fame e di altri abusi. Rimase in cella di solito con 5-6 altri detenuti con opportunità di scambio culturale tra gli intellettuali imprigionati. Qui ha incontrato Mircea Vulcanescu e Ion Petrovic e il futuro collega di partito Valentin Gabrielescu. Nella sezione speciale di Zarca Aiudului vi rimase tra il settembre 1953 e il marzo 1955 e si ammalò di appendicite. L'infiammazione è stata trattata dopo il trasferimento alla miniera di piombo a Baia Sprie, da un grezzo processo di anestesia insufficiente.
A Baia Sprie è stato in realtà imprigionato in un campo di lavoro segreto, venne poi portato a lavorare in un'altra miniera di piombo, a Nistru. Nella sezione speciale di Zarca Aiud, partecipò ad uno sciopero dei prigionieri per 23 giorni nel mese di agosto del 1957. Di conseguenza venne trasferito al carcere di Ramnicu Sarat. 
È stato tenuto in isolamento per cinque anni, fino al suo rilascio il 30 novembre 1962.
Dopo la liberazione, le persecuzioni del regime comunista non cessarono. Immediatamente venne posto agli arresti domiciliari a Bărăgan e poi deportato a Rubli, Regione di Galati, oggi chiamata Valle Călmăţui nel Distretto di Brăila, dove erano stati deportati in precedenza altri oppositori del regime comunista. Lì incontrò Coposu con cui tenne contatto.

### La vita nel regime comunista
Tornato a Bucarest nel 1964, ebbe difficoltà a trovare lavoro. Infine, l'azienda si impegnò a sollevarlo, con altri ex membri del partito contadino. Ha continuato a incontrarsi clandestinamente con altri contadini, tra i quali principalmente Coposu.
Nel 1974 fu scoperto dalla Securitate, all'interno di una delle sue riunioni che seguì per 25 anni. Si ritirò nel 1980, ancora sperando nel cambiamento del regime totalitario.

## Dopo il 1989

### Attività politica dopo la rivoluzione del 1989
Mentre la rivoluzione rumena del 22 dicembre 1989 portò al rovesciamento del regime totalitario di Nicolae Ceaușescu, Diaconescu firmò con Coposu e altri leader la richiesta di ripristino del Partito Nazionale Contadino Cristiano Democratico. Fondendosi rapidamente con un altro nucleo, formando il Partito Nazionale Contadino Cristiano Democratico. Il 10 gennaio 1990 i leader di partito si incontrarono con i rappresentanti del secondo scaglione del Partito Comunista, raggruppati nel Consiglio del Fronte di Salvezza Nazionale (CFSN), organo che assunse il potere dopo la caduta di Ceausescu. In questa occasione, Diaconescu incontrò Ion Iliescu, che doveva essere il suo avversario politico.
A seguito delle richieste di opposizione democratica doveva essere consentita la rappresentanza nei nuovi corpi che dovevano preparare le prime elezioni libere in Romania, le applicazioni supportate dalle proteste di piazza a Bucarest, il CFSN accettò l'istituzione di un nuovo organismo chiamato "Consiglio provvisorio dell'Unione Nazionale" (CPUN), in cui tutte le parti stabilite nei primi giorni dopo la rivoluzione costituirono poco meno della metà, il resto essendo rappresentanti del FSN. Diaconescu era un membro del CPUN. Il 29 gennaio 1990 i lavoratori e sostenitori della maggioranza comunista nel CPNU presero d'assalto la sede del partito; come accadde nella Mineriada del giugno 1990.
Le prime elezioni libere del 20 maggio 1990, le liste del PNTCD a Bucarest videro raggiungere a Diaconescu uno dei 12 seggi parlamentari al suo partito, che vinse il 2,56% dei voti. Nel 1991 il PNTCD era con il Partito Nazionale Liberale e diversi altri gruppi democratici e riformisti e con la Convenzione Democratica Romena (CDR), all'interno di una vasta alleanza che mirava ad instaurare il potere e attuare riforme di transizione verso l'economia di mercato democratica. Anche se il Fronte di Salvezza Nazionale venne diviso, il gruppo conservatore che vinse le elezioni presidenziali nel 1992 si alleò con altri gruppi nazionalisti e alcuni resti dell'ex Partito Comunista, impedendo alla CDR di assumere il potere. La Convenzione Democratica vinse la maggior parte dei seggi in Parlamento, e Diaconescu fu rieletto deputato a Bucarest. 
Dalla tribuna della Camera dei deputati, insieme ad altri rappresentanti del suo partito Diaconescu chiese per la riforma morale, il processo del comunismo, la monarchia e la rapida transizione verso un'economia di mercato.
Il presidente del PNTCD Copusu morì nel 1995 e Diaconescu prese il suo posto come presidente del partito. 
Nel 1996 Emil Constantinescu, candidato alla presidenza della Convenzione Democratica fu eletto presidente della Romania e formò un'alleanza con il Partito Democratico (ramo riformista del FSN) guidato da Petre Roman, con i socialdemocratici guidati da Sergiu Cunescu e l'UDMR. Ion Diaconescu venne rieletto deputato della Democrazia Cristiana, diventando per quattro anni presidente della Camera dei Deputati. Anche se non gli riuscirono tutte le modifiche proposte, il partito guidato da Ion Diaconescu riuscì a spingere alcune riforme, come l'accelerazione della privatizzazione e la restituzione dei beni terreni confiscati dai comunisti, iniziando ad analizzare gli archivi della Securitate, e un orientamento fermo verso l'Occidente in politica estera. Nel 1998 l'editore Nemira ha pubblicato il primo volume di memorie di Diaconescu, intitolato Temnița - destinul generației noastre (la prigione - il destino della nostra generazione).
Con la crisi economica, inerente al passaggio ad un'economia di mercato, e a causa di attacchi da parte dell'opposizione conservatrice e nazionalista, il PNTCD non rientrò in Parlamento come presidenza del partito e qualsiasi altro funzionario.

## Dopo il ritiro dalla politica
Dopo il 2000 Diaconescu ha ricevuto la carica onoraria di presidente onorario del partito. In pensione nel suo appartamento, ha continuato a scrivere le sue memorie, che sono state pubblicate dallo stesso editore Nemira nel 2003.
Dopo il 2007 il PNTCD è stato caratterizzato da un forte fermento per la leadership del partito, combattendo due fazioni (una guidata da Aurelian Pavelescu e Vasile Lupu, un'altra guidata da Victor Ciorbea e Radu Sarbu). Diaconescu ha dato la sua benedizione a questi ultimi, ma già negli anni novanta non polle agire per preservare l'unità del partito.

### Risarcimento dei danni
Nel 2009 su suggerimento di Victor Ciorbea, Diaconescu ha chiesto in tribunale 18 milioni di euro come risarcimento allo Stato rumeno per gli imprigionati e le violazioni dei diritti umani. Il denaro ottenuto dai danni doveva essere utilizzato a beneficio del partito. Nel 2010 il Tribunale di Bucarest ha assegnato 500.000 euro di danni, ma la Corte d'appello ha ribaltato la decisione di pagamento, pur continuando la convinzione e la constatazione che fu fatta per ragioni politiche del 1948.

### Degenza e morte
È stato ricoverato a Fundeni, Bucarest nel settembre 2011 per un disturbo del ritmo cardiaco; la sua condizione si è era inizialmente stabilizzata, ma durante i primi giorni del mese di ottobre peggiorò, portandolo alla morte l'11 ottobre 2011, all'età di 94 anni.

### Onori e omaggi
È stato sepolto al cimitero di Bellu, Bucarest, con gli onori militari, dopo essere stato decorato dell'Ordine della Stella di Romania con il grado di ufficiale. La personalità di Ion Diaconescu è stata sollevata in una sessione speciale alla Camera dei Deputati del 17 ottobre 2011, in cui ha parlato sia l'ex partner e i suoi ex avversari politici. 
Il parlamentare Árpád Márton lo ha definito "l'unico vero presidente" di tutti i presidenti della Camera.
Alla sua morte, egli era in pieno fermento per il PNTCD. A meno di un mese prima, Vasile Lupu venne eletto presidente del Congresso parallelo a quello di giugno ha vinto. Diaconescu lottò sempre per mantenere la promessa fatta a Maniu e Mihalache, di non lasciare che il suo partito cadesse
verso il punto di morte.
L'analisi dei crimini del comunismo è avvenuta dopo il 2004, quando la Commissione presidenziale per l'Analisi della dittatura comunista, guidata dallo storico Vladimir Tismaneanu, redasse una relazione finale, presentata dal presidente Traian Băsescu al Parlamento nel dicembre 2006, nonostante le rumorose proteste rappresentate dal Partito Grande Romania e dai socialdemocratici.